# Окшевский, Олег Вячеславович
Олег Вячеславович Окшевский (5 августа 1915, Евпатория, Российская империя — 10 августа 1998, Лорел, под Вашингтоном) — русский эмигрант в Югославии, лётчик Второй мировой войны.

## Биография
Родился 5 августа 1915 года в военной семье Вячеслава Ивановича Окшевского и Татьяны Ивановны Окшевской (в девичестве Пальчевской) в Евпатории. После эвакуации семья обосновалась в югославском городе Нови-Сад, где прошли детские годы Олега и его старшего брата Льва. Принят в Русский кадетский корпус в Сараево. С 1929 года корпус называется «Первый Русский Великого князя Константина Константиновича кадетский корпус» и располагается в городе Бела-Црква. Окончил в 1932 году корпус, после чего успешно окончил военную школу пилотов и продолжил службу в ВВС Югославии.
В 1941 году Германия напала на Югославию. Страна быстро подписала капитуляцию, и Олег с братом Львом, также пилотом, вступили в авиацию Независимого государства Хорватии. Однако агрессивная антисербская политика Хорватии заставила Окшевского задуматься о бегстве из авиации и переходе на сторону Сопротивления. 25 июня 1942 самолёт Dornier Do 17, который пилотировал Миливой Бороша, перелетел линию советско-немецкого фронта. В составе экипажа были хорват Миливой Бороша, русские Олег и Лев Окшевские, серб Богдан Вуйчич и хорват Марк Желяк. Весь экипаж, кроме Желяка, принял решение перейти на сторону СССР. После приземления самолёта в Калининской области весь экипаж покинул самолёт, связав Желяка.
Братья Окшевские очутились в лагере военнопленных. В 1944 году их отправили в Югославию, где уже были советские войска. Только благодаря вмешательству бывших офицеров Королевских ВВС Югославии братьям удалось избежать суда по обвинению в сотрудничестве с усташами. Олег и Лев прослужили некоторое время в ВВС Югославии, после чего в 1945 году им позволили покинуть страну. Через Триест Олег попал в Италию, откуда в 1950 году переехал в Канаду (Монреаль, потом Торонто) и начал работать в текстильной индустрии.
В 1957 году Олег женился на Людмиле Яковлевне Селиховой. В браке родились сын Георгий и дочери Татьяна, Елена и Наталья. Семья проживала в городе Лейквуд (штат Нью-Джерси). В 1983 году семья перебралась в Лорел, пригород столиц США, Вашингтона. Олег участвовал во многочисленных съездах кадетских объединений и, по собственным словам, не пропускал ни одного. В 1989 году он после тяжёлой болезни оказался прикованным к инвалидному креслу, но отправился в Пенсильванию в 1994 году на очередной съезд. Был основателем кадетского объединения в Монреале и членом Нью-Йоркского кадетского объединения, с 1984 года член Вашингтонского кадетского объединения.
8 октября 1998 Олег Вячеславович скончался в возрасте 83 лет от предельного ослабления сердца. Панихида прошла в соборе Святого Иоанна Предтечи в Вашингтоне, на ней присутствовали все кадеты объединения. Гроб был накрыт флагом России. Похороны состоялись в городе Джексон, штате Нью-Джерси, на кладбище фермы Рова.